# Années 1010 en Angleterre
Années 990 | Années 1000 | Années 1010 | Années 1020 | Années 1030
Cette page recense les événements qui ont eu lieu au cours des années 1010 en Angleterre.

## Événements
- 1011 :
  - 8-29 septembre : une armée viking menée par Thorkell le Grand assiège Cantorbéry. Ils s'emparent de la ville et font prisonnier l'archevêque Alphège.

- 1012 :
  - Æthelred le Malavisé verse un tribut de 48 000 livres à Thorkell pour que son armée quitte l'Angleterre. Cette somme est rassemblée grâce à l'institution d'un nouvel impôt, le heregeld.

- 1013 : 
  - été : Sven à la Barbe fourchue envahit l'Angleterre.
  - 25 décembre : Sven est reconnu roi d'Angleterre.

- 1014 :
  - 3 février : Sven meurt après seulement quelques semaines de règne. Les grands du royaume rappellent Æthelred.

- 1015 :
  - Le prince Edmond Côte-de-Fer se révolte contre son père à la suite de l'assassinat des thegns Morcar et Sigeferth par l'ealdorman Eadric Streona.
  - Knut envahit l'Angleterre.

- 1016 :
  - 23 avril : Æthelred meurt et Edmond est reconnu roi d'Angleterre.
  - 18 octobre : Knut remporte la bataille d'Assandun contre Edmond grâce à la trahison d'Eadric Streona. Les deux rivaux se partagent l'Angleterre.
  - 30 novembre : Edmond meurt et Knut devient seul roi d'Angleterre.

- 1017 :
  - Knut épouse Emma de Normandie, la veuve d'Æthelred.

- 1018 :
  - Fondation de l'abbaye de Buckfast, dans le Devon.

## Naissances
- vers 1015 :
  - Harold Pied-de-Lièvre, roi d'Angleterre.

- 1018 ou 1019 :
  - Hardeknut, roi d'Angleterre et du Danemark.

## Décès
- vers 1010 :
  - Ælfric d'Eynsham, moine et lettré.

- 1011 ou 1012 :
  - Æthelric (en), évêque de Sherborne[1].

- 1012 :
  - 19 avril : Alphège, archevêque de Cantorbéry[2].

- 1012 ou 1013 :
  - Æthelwold II (en), évêque de Winchester[3].

- 1014 :
  - 3 février : Sven à la Barbe fourchue, roi du Danemark et d'Angleterre.
  - 25 juin : Æthelstan Ætheling, fils d'Æthelred le Malavisé.

- entre 1014 et 1017 :
  - Brihtwine Ier (en), évêque de Sherborne[1].

- 1015 :
  - Morcar, thegn.
  - Sigeferth, thegn.

- 1016 :
  - Uchtred le Hardi, ealdorman de Northumbrie.
  - 23 avril : Æthelred le Malavisé, roi d'Angleterre.
  - 18 octobre : 
    - Ælfric, ealdorman du Hampshire.
    - Eadnoth le Jeune, évêque de Dorchester[4].
    - Ulfcytel, thegn d'Est-Anglie.

  - 30 novembre : Edmond Côte-de-Fer, roi d'Angleterre.

- 1017 :
  - Eadric Streona, ealdorman de Mercie.
  - Eadwig Ætheling, fils d'Æthelred le Malavisé.
  - Northman, fils de l'ealdorman Leofwine[5].

- 1018 :
  - Aldhun, évêque de Durham[6].

- 1019 ou 1020 :
  - 12 juin : Lyfing, archevêque de Cantorbéry[2].